# Jean Wiéner

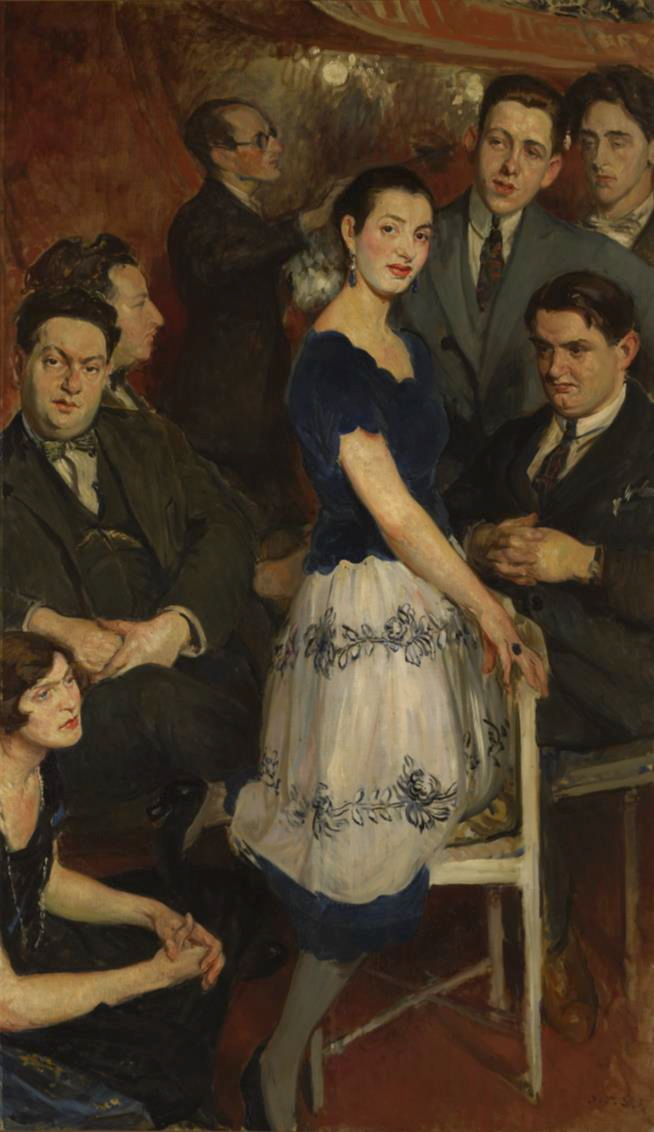
Jean Wiéner (staande, met bril)

Jean Wiéner (ook zonder accent als Wiener geschreven) (Parijs, 19 maart 1896 - aldaar, 8 juni 1982)  was een Frans pianist en componist.

## Leven en werk
Wiéner studeerde tegelijk met Darius Milhaud aan het conservatorium in Parijs. Daar werkte hij ook samen met Erik Satie. Aanvankelijk begon hij zijn carrière als impresario en componist/pianist. Hij was vaste pianist in het Parijse grand-café Gaya en later in Le Boeuf sur le Toit.
Wiéner wordt beschouwd als de pianist die de jazz in Frankrijk introduceerde, al voor de Eerste Wereldoorlog. Hij was bevriend met Gabriel Fauré en heeft ook met hem samengespeeld. Dankzij pianiste Yves Nat leerde hij de Afro-Amerikaanse muziek beter kennen in het Interbellum. Met de Belgische pianist Léon Clément Doucet, die hij in 1924 leerde kennen, vormde hij een vast pianoduo. Samen speelden zij zowel klassieke werken als jazz- en dansmuziek. In de periode 1925-1937 namen ze als duo vele werken op. In de periode voor de Tweede Wereldoorlog schreef Wiéner veel werken voor pianosolo en voor twee piano's, die hij met zijn duo kon uitvoeren. Na 1945 vertolkte hij in zijn eigen concertserie (de Concerts Jean Wiéner) nieuwe werken van hemzelf, en gaf premières van verschillende werken van Darius Milhaud, Manuel de Falla, Francis Poulenc en Igor Stravinski. Na de dood van Doucer in 1950 concentreerde Wiéner zich voornamelijk nog op het maken van filmmuziek. 
Hij was ook fervent pleitbezorger van de nieuwe muziek van componisten als Arnold Schönberg, Alban Berg en Anton Webern. 
Wiéners muziek kent vele jazzinvloeden en heeft in stijl veel gemeen met de muziek van George Gershwin. Wiéner componeerde toneelmuziek, hoorspelen en diverse kamermuziekwerken en pianostukken. Hij schreef eveneens filmmuziek (meer dan 300 scores), zo werkte hij heel dikwijls samen met Julien Duvivier en Louis Daquin. Ook Marc Allégret, Jean Renoir, Robert Bresson en Robert Vernay deden verscheidene keren een beroep op zijn talenten.

## Composities

### Filmmuziek
Jaren 20
- La Femme de nulle part (1922)

Jaren 30
- L'Âne de Buridan (1932)
- L'Homme à l'Hispano (1933)
- Une Vie perdue (1933)
- Knock (ou le triomphe de la médecine) (1933)
- Le Paquebot Tenacity (1934)
- Runaway Ladies (1934)
- Les Affaires publiques (1934)
- Le Voyage imprévu (1934)
- L'Aventurier (1934)
- Maria Chapdelaine (1934)
- Le Clown Bux (1935)
- Quand minuit sonnera (1935)
- La Bandera (1935)
- L'Équipage (1935)
- L'Homme sans cœur (1936)
- Le Crime de Monsieur Lange (1936)
- La Garçonne (1936)
- Klokslag twaalf (1936)
- Les Bas-fonds (1936)
- Vive la vie (1937)
- L'Homme du jour (1937)
- Nuits de feu (1937)
- De man zonder hart (1937)
- La Femme du bout du monde (1938)
- Le Dernier Tournant (1939)

Jaren 40
- L'Or de Cristobal (1940)
- L'Épouvantail (1943)
- Les Passagers de la Grande Ourse (1943)
- Untel père et fils (1943)
- Le Voyageur de la Toussaint (1943, naam niet vermeld)
- Madame et le mort (1943)
- Le Voleur de paratonnerres (1944)
- Le Père Goriot (1945)
- La Fille aux yeux gris (1945)
- Le Capitan (1946)
- Impasse (1946)
- Il suffit d'une fois (1946)
- Macadam (1946)
- Panique (1947)
- Pour une nuit d'amour (1947)
- Le Diable souffle (1947)
- Les Frères Bouquinquant (1948)
- La Carcasse et le tord-cou (1948)
- Le Point du Jour (1949)
- Rendez-vous de juillet (1949)
- Le Parfum de la dame en noir (1949)

Jaren 50
- Maître après Dieu (1951)
- Ein Lächeln in Sturm (1951)
- Sous le ciel de Paris (1951)
- Les Poussières (1953)
- Je suis un mouchard (1953)
- Paris mon copain (1954) (documentaire kortfilm)
- Paris (1954)
- Station 307 (1954)
- Touchez pas au grisbi (1954)
- La Rafle est pour ce soir (1954)
- Futures vedettes (1955) (ook acteur als pianoleraar)
- Le Rendez-vous des quais (1955)
- Le Comte de Monte-Cristo (1954)
- La Soupe à la grimace (1955)
- Sur le banc (1955)
- Voici le temps des assassins (1956)
- La Vie est belle (1956)
- Les Lumières du soir (1956)
- Notre-Dame, cathédrale de Paris (1957) (documentaire kortfilm)
- Pot-Bouille (1957)
- Le Septième ciel (1958)
- Ni vu, ni connu (1958)
- Sois belle et tais-toi (1958)
- La Femme et le Pantin (1959)
- La Création du monde (1959) (animatiefilm)
- Ein Engel auf Erden (1959)
- Arrêtez le massacre (1959)

Jaren 60
- Au voleur! (1960)
- La Revenante (1960)
- Pantalaskas (1960)
- Les Bras de la nuit (1961)
- Les Démons de Minuit (1961)
- Quatre-vingt-treize (1962, TV)
- Le Match (1964, tv)
- Le Tigre se parfume à la dynamite (1965)
- Merlusse (1965, tv)
- A la belle étoile (1966)
- Au hasard Balthazar (1966)
- Mouchette (1967)
- Le Golem (1967, tv)
- Une femme douce (1969)

Jaren 70
- Reportages sur un squelette ou Masques et bergamasques (1970, tv)
- La Faute de l'abbé Mouret (1970)
- Le Petit Théâtre de Jean Renoir (1970, tv)
- La Cavale (1971)
- Les Gens de Mogador (1972, tv)
- Féminin-féminin (1973)
- Les Roses de Manara (1976, tv)
- Duelle (1976)
- Inutile d'envoyer la photo (1977)

Jaren 80
- Square X (1981)
- Lettres d'amour en Somalie (1982)
- Le Crime d'amour (1982)

### Toneelmuziek
- Olive chez les nègres (1926 opera)

### Pianomuziek
Onder andere:
- Cadences pour deux pianos, een vierdelig werk met jazzy invloeden

## Trivia
- Wiéner had drie kinderen. Een van de drie, Élisabeth Wiener, is actrice, zangeres en liedjesschrijfster.
- Jean Wiéner schreef in 1978 onder de titel Allegro Appassionato zijn memoires.

- Bibsys: 8033740
- Biblioteca Nacional de España: XX937425
- Bibliothèque nationale de France: cb13901146z (data)
- CiNii: DA1242031X
- Gemeinsame Normdatei: 117362670
- International Standard Name Identifier: 0000 0001 2100 1190
- Library of Congress Control Number: n84088391
- Nationale Bibliotheek van Letland: 000038244
- MusicBrainz: ea63b818-07cc-468e-b0e9-8e5e4d3f3200
- Nationale Bibliotheek van Tsjechië: mzk2013776601
- Nationale Bibliotheek van Israël: 987007278514105171
- Nationale en Universitaire bibliotheek Zagreb: 000099305
- Nederlandse Thesaurus van Auteursnamen: 099095467
- Réseau des bibliothèques de Suisse occidentale: 02-A003982453
- SNAC: w6t15bvv
- Système universitaire de documentation: 033146780
- Virtual International Authority File: 27253581
- WorldCat: E39PBJtrXkHt6cCx3QP7m8pQMP